# Premeaux-Prissey
Premeaux-Prissey là một xã thuộc tỉnh Côte-d'Or trong vùng Bourgogne-Franche-Comté miền đông nước Pháp.